# Победа над тамом
Победа над тамом (енгл. Dark Victory) је амерички филм из 1939. године, заснован на истоименој представи Џорџа Бруера и Бертрама Блока. Филм је режирао Едмунд Гулдинг, док главну глумачку поставу чине: Бети Дејвис, Џорџ Брент, Хамфри Богарт и Џералдин Фицџералд.

## Радња
Џудит Трахерн (Бети Дејвис) се заљубљује у лекара који јој је оперисао тумор на мозгу. Када сазна да би се тумор могао вратити, она пада у депресију али јој њен други љубавник саветује да од живота треба узети све што јој живот пружа.

## Улоге
| Глумац             | Улога            |
| ------------------ | ---------------- |
| Бети Дејвис        | Џудит Трахерн    |
| Џорџ Брент         | др Фредерик Стил |
| Џералдин Фицџералд | Ен Кинг          |
| Хамфри Богарт      | Мајкл О'Лири     |
| Хенри Траверс      | др Парсонс       |
| Роналд Реган       | Алек Хам         |
| Кора Видерспун     | Кари             |